# Puntero opaco
En programación, se llama puntero opaco a un caso especial de tipo de dato opaco, un tipo de dato declarado como puntero a un registro o estructura de datos de tipo no especificado.
Los punteros opacos se encuentran en varios lenguajes de programación, incluidos Ada, C, C++ y Modula-2.
Si el lenguaje es de tipado fuerte, los programas y procedimientos que no tienen información adicional sobre un puntero opaco de tipo T, pueden aun así declarar variables, vectores y registros de tipo T, asignar valores de ese tipo y comparar si dichos valores son iguales. Sin embargo, no serán capaces de usar este tipo de puntero para hacer referencia a su contenido y solo podrán hacer cambios en él mediante llamadas a procedimientos que sí tengan conocimiento para ello.
Los punteros opacos son una manera de ocultar a clientes ordinarios los detalles de implementación de una interfaz, de manera que la pueda sufrir cambios sin necesidad de recompilar los módulos que hacen uso de ella. Esto también supone una ventaja para el programador, ya que se pueden crear interfaces sencillas y ocultar la mayor parte de los detalles en otro fichero. Esto es importante para proporcionar compatibilidad binaria a lo largo de diferentes versiones de una biblioteca compartida, por ejemplo.
Esta técnica está descrita en Design Patterns con el nombre de patrón Bridge. También se la ha llamado "clases handle",
 "Pimpl idiom" ("pointer to implementation" - puntero a la implementación), "Compiler firewall idiom" o "gato Cheshire", especialmente en la comunidad C++.

## Ejemplos

### Ada
```
package
 
Library_Interface
 
is

   
type
 
Handle
 
is
 
limited
 
private
;

   
-- Operaciones...

private

   
type
 
Hidden_Implementation
;
    
-- Definido en el cuerpo del paquete

   
type
 
Handle
 
is
 
access
 
Hidden_Implementation
;

end
 
Library_Interface
;

```

El tipo Handle es un puntero opaco a la verdadera implementación, que no está definida en la especificación. Observe que el tipo no es solo privado (para prohibir a los clientes el acceso directo al tipo, permitido solo mediante las operaciones), sino también limitado (para evitar la copia de la estructura de datos, previniendo así referencias colgantes.
```
package
 
body
 
Library_Interface
 
is

   
type
 
Hidden_Implementation
 
is
 
record

      
...
    
-- La implementación en sí puede ser cualquier cosa

   
end record
;

   
-- Definición de las operaciones...

end
 
Library_Interface
;

```

A veces a estos tipos se los llama "tipos Taft" (por Tucker Taft, el diseñador principal de Ada 95) porque se introdujeron en la que se conoce como Taft Amendment (la Enmienda Taft sobre Ada 83.

### C
```
/* obj.h */

struct
 
obj
;

/*

 * El compilador considera struct obj como un tipo incompleto. Los tipos

 * incompletos se pueden usar en declaraciones.

 */

size_t
 
obj_size
(
void
);

int
 
obj_setid
(
struct
 
obj
 
*
,
 
int
);

int
 
obj_getid
(
struct
 
obj
 
*
,
 
int
 
*
);

```

```
/* obj.c */

#include
 
"obj.h"

struct
 
obj
 
{

    
int
 
id
;

};

/*

 * El que realiza la llamada se encargará de hacer

 * la reserva de memoria.

 * Proporcionar sólo la información necesaria

 */

size_t

obj_size
(
void
)

{

    
return
 
sizeof
(
struct
 
obj
);

}

int

obj_setid
(
struct
 
obj
 
*
o
,
 
int
 
i
)

{

    
if
 
(
o
 
==
 
NULL
)
 
return
 
-1
;

    
o
->
id
 
=
 
i
;

    
return
 
0
;

}

int

obj_getid
(
struct
 
obj
 
*
o
,
 
int
 
*
i
)

{

    
if
 
(
o
 
==
 
NULL
 
||
 
i
 
==
 
NULL
)
 
return
 
-1
;

    
*
i
 
=
 
o
->
id
;

    
return
 
0
;

}

```

Este ejemplo muestra la manera de conseguir el aspecto de ocultación de información (Encapsulamiento) de la Programación orientada a objetos usando el lenguaje C. Si alguien quisiera cambiar la declaración de struct obj, no sería necesario recompilar ningún otro módulo del programa que use el fichero de cabecera obj.h, a menos que también cambie la API.

### C++
```
//header file:

class
 
Handle
 
{

public
:

    
Handle
();
                         
// Constructor

    
Handle
(
const
 
Handle
&
);
            
// Constructor de copia

    
Handle
(
Handle
&&
);
                 
// Constructor de movimiento

    
Handle
&
 
operator
=
(
const
 
Handle
&
);
 
// Operador de copia por asignación

    
~
Handle
();
                        
// Destructor

    
// Other operations...

private
:

    
struct
 
CheshireCat
;
               
// No se define aquí

    
CheshireCat
*
 
smile
;
               
// Handle

};

```

```
//CPP file:

#include
 
"handle.h"

struct
 
Handle
::
CheshireCat
 
{

    
int
 
a
;

    
int
 
b
;

};

Handle
::
Handle
()

    
:
 
smile
(
new
 
CheshireCat
())
 
{

    
// do nothing

}

Handle
::
Handle
(
const
 
Handle
&
 
other
)

    
:
 
smile
(
new
 
CheshireCat
(
*
other
.
smile
))
 
{

    
// do nothing

}

Handle
::
Handle
(
Handle
&&
 
other
)
 

    
:
 
smile
(
0
)

{

    
std
::
swap
(
smile
,
 
other
.
smile
);

}

Handle
&
 
Handle
::
operator
=
(
const
 
Handle
 
&
other
)
 
{

    
if
(
this
 
!=
 
&
other
)
 
{

        
*
smile
 
=
 
*
(
other
.
smile
);

    
}

    
return
 
*
this
;

}

Handle
::~
Handle
()
 
{

    
delete
 
smile
;

}

```

Un tipo de puntero opaco que se usa a menudo en las declaraciones de clase de C++ es el d-pointer. Un d-pointer es el único dato miembro privado de la clase y apunta a una instancia de una estructura. Bautizado por Arnt Gulbrandsen de Trolltech, este método permite que las declaraciones de clase omitan miembros privados, excepto por el propio d-pointer.
 El resultado: (a) se oculta a la vista una mayor cantidad de la implementación de la clase; (b) si se añaden nuevos miembros a la estructura privada, eso no afecta la compatibilidad primaria; (c) el fichero de cabecera que contiene la declaración de la clase solo necesita incluir los otros ficheros necesarios para la interfaz de la clase, sin los de su implementación. Un beneficio adicional es que los ciclos de compilación se aceleran porque los ficheros de cabecera cambian con menos frecuencia. El d-pointer se usa ampliamente en las bibliotecas Qt (biblioteca) y KDE.

### C#
Véase el Patrón Private class data.